# Brasema leucothysana
Brasema leucothysana är en stekelart som beskrevs av Gibson 1995. Brasema leucothysana ingår i släktet Brasema och familjen hoppglanssteklar. Inga underarter finns listade.